# Distrito de Huepetuhe
El distrito de Huepetuhe (nombre oficial), de facto llamado distrito de Huaypetue, es uno de los cuatro que conforman la provincia de Manu ubicada en el departamento de Madre de Dios en el Sur del Perú.
Desde el punto de vista jerárquico de la Iglesia católica forma parte de la Vicariato Apostólico de Puerto Maldonado.
Es uno de los distritos menos poblados del Perú.

## Historia
De reciente creación con la Ley N.º 27285 de fecha 2 de junio de 2000.